# 松村香織
松村香織（日语：松村 香織，1990年1月17日—）是日本女藝人，為女子偶像團體SKE48 Team KII前成員，埼玉縣和光市出身。2009年以SKE48三期生身分出道，但之後長期僅為研究生（預備成員）而未能升格為正式成員，是AKB48系列團體成員中少數的特例，也因此曾被賜予「SKE48終身名誉研究生」的头衔；在2015年3月31日升格前，也曾獲任命為「AKB48集團研究生會會長」，相當於AKB48系列團體所有研究生的總領隊。另獲任命為和光市應援團長、以及山田町家鄉大使。2019年5月2日自SKE48畢業。

## 個人經歷
2009年
- 3月：SKE48第二期成員甄選不合格[5]。
- 11月：SKE48第三期成員甄選合格[註 1]。
- 11月14日：AKB48「RIVER」劇場盤大握手会初次披露[6]。

2010年
- 5月11日：TeamS 3rd Stage「制服之芽」公演中，初次成為Under出演[7]。

2011年
- 12月8日： 以AKB48姊妹團體成員在Google的SNS「AKB48 on Google+」開始。

2012年
- 1月28日：開始在Google+推出自製的攝錄節目《BBQ 松村香織的今夜也頭推》（BBQ 松村香織の今夜も1コメダ）。
- 2月20日：SKE48劇場（SUNSHINE STUDIO）與相同SUNSHINE SAKAE所在的SKE48cafe，自己製作的「BBQ松村ハヤシライス」開始販售[8]。
- 3月1日：AKB48的「Google+選抜」由秋元康在Google+發表為成員之一[9]。是松村自己初次選抜。「Google+選抜」歌的歌曲「Google+的天空」在5月23日發售AKB48的26th單曲「仲夏的Sounds good！」Type-B中收錄[10]。
- 4月14日・15日：日本彩虹廳（名古屋市綜合體育館（日语：名古屋市総合体育館））舉行的『SKE48春コン2012「SKE専用劇場は秋までにできるのか?」』中出演。而且，会場舉行個人的活動『「BBQ松村ハヤシライス」無料試食祭り』[11]。
- 4月23日：在集英社雜誌《週刊Playboy》上，開始「SKE48松村香織的今夜也頭推『Google+之輪』」（SKE48松村香織の今夜も1コメダ "ぐぐたすの輪"）專欄連載[12][12]。
- 5月16日：SKE48的9th單曲「I love you 我愛你！」的c/w曲「默契的接吻」被選為白組成員[13]。
- 5月至6月舉行的『AKB48第27張單曲選拔總選舉』中速報第39位，最終結果為第34位成為Next Girls[14][15][16]。是SKE48研究生唯一進入排名，姊妹團體（SKE48・NMB48・HKT48）的研究生總選舉初次有高的排名。
- 6月15日：「AKB48美術部展覧会〜額だけ立派ですいません!〜」中出展[17][18]。
- 8月12日：發表9月19日發售的SKE48的10th單曲「即使接吻也是左撇子」初次進入單曲表題曲的選抜成員[19][20]。
- 12月28日：2013年1月30日發售的SKE48的11th單曲「巧克力的奴隸」的c/w曲「冬天的海鷗」被選為白組成員[21]。

2013年
- 4月13日：日本彩虹廳舉行的『SKE48春コン2013「変わらないこと。ずっと仲間なこと」』中發表就任SKE48終身名譽研究生[22]。
- 4月14日：日本彩虹廳舉行的『SKE48春コン2013「変わらないこと。ずっと仲間なこと」』（中午公演）中發表獨立製作的CD獨立出道[23]。

2014年
- 2月24日：於ZeppDiverCity TOKYO的舉行「AKB48集團大組閣祭」中，獲發表就任AKB48集團研究生會會長[24]。
- 6月7日：於味之素體育場舉行的AKB48第37張單曲選拔總選舉中，以總得票數37,967票得到第17名。[25]

2015年
- 3月26日：於埼玉超級競技場舉行的「AKB48春季單獨演唱會～次期總現正修行中！～」中，獲發表昇格為SKE48 Team KII成員[26]；松村本人則在同年3月31日於Pacifico橫濱舉行的《風情萬種塞車中》發片紀念活動中，正式接受此安排。[27]
- 6月6日：在「AKB48第41張單曲選拔總選舉」拿下第13名（53,667票），首次成為AKB48單曲的選拔成員[28][29]。

2017年
- 6月17日：在「AKB48第49張單曲選拔總選舉」拿下第18名（34,977票），入選演唱B面曲的「Under Girls」組[30]。

2018年
- 6月18日，在AKB48第53張單曲世界選拔總選舉中獲得第17名。
- 9月15日，在SKE48 Request Hour Best 100 2018初日夜公演中，宣布將從SKE48畢業。畢業日程未定。

2019年
- 2月5日，於大宮Sonic City（日语：大宮ソニックシティ）舉行畢業演唱會「SKE48 松村香織 畢業演唱會～覺得這樣就結束了？～」（SKE48 松村⾹織 卒業コンサート〜これで終わると思うなよ?〜）[31]。
- 5月2日，在當日的SKE48 Team KII「最終鐘聲鳴響」劇場公演後，正式自SKE48畢業。之後以不加入任何經紀公司的形式從事演藝活動[2]。

## 人物
- 性格是不怕生。忍耐力、精神力不输给任何人的自信。[32]
- 加入SKE48以前在秋葉原的女僕咖啡店「@home cafe（日语：@ほぉ〜むカフェ）」中工作[33]，並且與當時為工作同事的佐倉絆[33]是朋友[34][35]（佐倉當時為偶像藝人，之後成為AV女優）。

### SKE48相關
- 自我介紹詞是「今天是屬於你的！屬於你的！將最萌的獻給你 最萌最萌的喲～」（今日もあなたに！ あなたに！ 萌えをデリバリー 萌え萌えきゅーん）[36]。
- 自称是永遠的17歳[36]。同期的秦佐和子在2010年12月升格後，曾長期是SKE48最年長的研究生。
- 在SKE48團內以及AKB48集團活動時，經常手持自己的隨身攝影機拍攝，以做為個人影像節目的題材。「手持攝影機到處拍」也成為松村的個人特徵與形象。
- 是SKE48少數的關東地方出身者。與4期生後輩金子栞同樣是埼玉縣出身[37]。
- 關係良好的成員是木下有希子[38]。
- 尊敬憧憬的前輩是小嶋陽菜（AKB48）、中西里菜（前AKB48）[38][39]。
- SKE48的首推成員是後藤理沙子、松本梨奈[39]。AKB48的首推成員是松井咲子、大島優子、佐藤堇、小森美果、山内鈴蘭、永尾瑪利亞、島崎遥香[40]。NMB48的首推成員是渡邊美優紀、山田菜菜、小笠原茉由[40]。HKT48的首推成員是多田愛佳[40]。
- 由於在SKB48成員中年齡偏大，因而被戲稱為「BBA」（日語的羅馬字縮寫），意思為「老太婆」；松村的暱稱「BBQ」即是現已畢業的成員出口陽在Google+發文時，將「BBA」誤寫為「BBQ」，因而沿用。自AKB48成員小嶋陽菜於2017年4月19日畢業後，成為整個AKB48集團最年長的成員，直至畢業為止。

## 歌曲作品

### SKE48單曲
|      | 發行日期       | 單曲名稱                | 參與歌曲名稱           | 名義                         | 收錄版本 | MV | 備註       |
| ---- | -------------- | ----------------------- | ---------------------- | ---------------------------- | -------- | -- | ---------- |
| 2nd  | 2010年03月24日 | 蓝天下的单相思          | 蹦极宣言               | Team B.L.T.                  | 全版本   | ★  |            |
| 3rd  | 2010年07月07日 | 抱歉、SUMMER            | 小木偶军团             | Theater Girls                | 全版本   | ★  |            |
| 4th  | 2010年11月17日 | 1！2！3！4！ 請多關照！ | 青春好难为情           | 红组                         | Type B   | ★  |            |
| 4th  | 2010年11月17日 | 1！2！3！4！ 請多關照！ | 请让我在你身边         |                              | 劇場盤   |    | 大合唱曲   |
| 6th  | 2011年07月27日 | 翡翠色的沙灘裙          | 積木的時間             |                              | 全版本   |    | 大合唱曲   |
| 7th  | 2011年11月09日 | Okey Dokey              | 初戀的平交道           |                              | 全版本   |    | 大合唱曲   |
| 8th  | 2012年01月25日 | 單戀Finally             | 今天之前的事、今後的事 |                              | 全版本   |    | 大合唱曲   |
| 9th  | 2012年05月16日 | I love you 我愛你！     | 默契的接吻             | 白组                         | Type B   | ★  |            |
| 10th | 2012年09月19日 | 接吻可是左撇子          | 接吻可是左撇子         |                              | 全版本   | ★  | A面曲      |
| 11th | 2013年01月20日 | 巧克力的奴隸            | 冬天的海鸥             | 白组                         | Type C   |    |            |
| 12th | 2013年07月11日 | 美丽的闪电              | 青春的水花             | 赛艇选拔                     | Type B   |    |            |
| 13th | 2013年11月10日 | 贊成卡哇伊！            | 这里来一发             | 田～須～＆村～松～           | 全版本   | ★  |            |
| 13th | 2013年11月10日 | 贊成卡哇伊！            | 一直一直在前方的今天   | Selection 18                 | 全版本   |    |            |
| 15th | 2014年07月30日 | 笨拙的太阳              | Coming soon            | 赛艇选拔                     | 全版本   |    |            |
| 15th | 2014年07月30日 | 笨拙的太阳              | 夢想比戀愛更重要       | 田～須〜、村～松～、尼～塔～ | Type D   | ★  |            |
| 17th | 2015年03月31日 | 風情萬種塞車中          | 風情萬種塞車中         |                              | 全版本   | ★  | A面曲      |
| 17th | 2015年03月31日 | 風情萬種塞車中          | 我都知道               | DOCUMENTARY of SKE48         | 全版本   |    |            |
| 18th | 2015年08月12日 | 向前衝                  | 向前衝                 |                              | 全版本   | ★  | A面曲      |
| 18th | 2015年08月12日 | 向前衝                  | 这焦躁使我无能         | Team KII                     | Type B   | ★  |            |
| 19th | 2016年03月30日 | 膽小鬼LINE              | 接吻位置               | Team KII                     | Type B   | ★  |            |
| 19th | 2016年03月30日 | 膽小鬼LINE              | 漫旅途中               | 宫泽佐江和朋友们             | Type D   | ★  |            |
| 20th | 2016年08月17日 | 金的愛，銀的愛          | 好人好人诈欺           | 调皮天使与温柔恶魔           | Type D   | ★  |            |
| 21st | 2017年07月19日 | 意外是芒果              | 畫一個圈               | Team KII                     | Type B   | ★  |            |
| 22nd | 2018年01月10日 | 無意識的色彩            | 因為搖擺不定           | Kosanga7                     | 劇場盤   |    |            |
| 23rd | 2018年07月04日 | 突如其來Punchline       | 誰的耳朵               | Team KII                     | Type B   | ★  |            |
| 23rd | 2018年07月04日 | 突如其來Punchline       | 大人的世界             | B・Laviere                   | Type D   | ★  |            |
| 23rd | 2018年12月12日 | Stand by you            | 踢飛之後再給你一吻     | Team KII                     | Type B   | ★  |            |
| 23rd | 2018年12月12日 | Stand by you            | 不想說謝謝             | 松村香織                     | Type D   | ★  | 個人獨唱曲 |
| 23rd | 2018年12月12日 | Stand by you            | 神不會拋下你           |                              | 劇場盤   |    |            |

- 標註有「★」符號者表示該首歌曲有拍攝對應的MV，且松村香織也參與了影片拍攝。

### SKE48專輯
|     | 發行 日期      | 專輯名稱           | 參與歌曲名稱 | 名義     | 備註                                     |
| --- | -------------- | ------------------ | ------------ | -------- | ---------------------------------------- |
| 1st | 2012年09月19日 | 不會忘記這天的鐘聲 | 以前的你     | 研究生   |                                          |
| 1st | 2012年09月19日 | 不會忘記這天的鐘聲 | 在蓝天旁     |          | 个人PV                                   |
| 1st | 2017年02月22日 | 革命之丘           | 夏天啊，快！ |          |                                          |
| 1st | 2017年02月22日 | 革命之丘           | 零基礎       |          |                                          |
| 1st | 2017年02月22日 | 革命之丘           | 松村LOVE！   | 松村香織 | 收錄於CD3（Type B） 曾以个人地下单曲发行 |

### AKB48單曲
|      | 發行日期       | 單曲名稱           | 參與歌曲名稱       | 名義                | 收錄版本 | MV | 備註           |
| ---- | -------------- | ------------------ | ------------------ | ------------------- | -------- | -- | -------------- |
| 26th | 2012年05月23日 | 仲夏的Sounds good! | Google+的天空      | Google+选抜         | Type B   | ★  |                |
| 27th | 2012年08月29日 | 格子花紋           | DoReMiFa音痴       | Next Girls          | Type A   | ★  |                |
| 32st | 2013年08月21日 | 戀愛的幸運餅乾     | 想了一下爱的定义   | Under Girls         | 全版本   | ★  |                |
| 35th | 2014年02月26日 | 勇往直前           | KONJO              | Talking Chimpanzees | Type C   | ★  |                |
| 37th | 2014年08月27日 | 心意告示牌         | 某人投的球         | Under Girls         | 全版本   | ★  | 首次成為Center |
| 38th | 2014年11月26日 | 希望無限           | 我想歌唱           | 嘉德丽亚兰组        | Type C   | ★  |                |
| 39th | 2015年03月04日 | Green Flash        | 混混摇滚           |                     | Type S   | ★  |                |
| 41st | 2015年08月26日 | Halloween Night    | Halloween Night    |                     | 全版本   | ★  | A面曲          |
| 47th | 2017年03月15日 | Shoot Sign         | Vacancy            | SKE48               | Type A   | ★  |                |
| 49th | 2017年08月30日 | #就是喜歡你        | 拖泥帶水的愛戀     | Under Girls         | 全版本   | ★  |                |
| 53rd | 2018年09月19日 | 感傷列車           | 涼鞋成就不了的愛情 | Under Girls         | 全版本   | ★  | Center         |

- 標註有「★」符號者表示該首歌曲有拍攝對應的MV，且松村香織也參與了影片拍攝。

### AKB48專輯
|     | 發行日期      | 專輯名稱   | 參與歌曲名稱     | 分組名義                | 備註           |
| --- | ------------- | ---------- | ---------------- | ----------------------- | -------------- |
| 3rd | 2011年6月8日  | 就是在这里 | 就是在这里       | AKB48+SKE48+SDN48+NMB48 | 此曲为大合唱曲 |
| 4th | 2012年8月15日 | 1830m      | 藍天 不會寂寞嗎? | AKB48+SKE48+NMB48+HKT48 | 此曲为大合唱曲 |

### 劇場公演分组曲
研究生“PARTY开始了”公演
- 《同班同学》

研究生“想见你”公演
- 《恋爱计划》（2012年8月开始时）
- 《泪之湘南》
- 《沙滩的樱桃》
- 《里约的革命》（以上三曲2012年12月开始）

Team KII 4th Stage「剧场的女神」公演
- 《更衣室男孩》（作为支援成员出演）

研究生「制服之芽」公演
- 《万華鏡》

Team E 4th Stage「手牵手」公演
- 《Glory days》（背景舞者）

「SKE48 Up-coming公演〜夏〜」公演
- 《任性的流星》
- 《沉默的月》

「SKE48 Up-coming公演〜秋〜」公演
- 《暮蝉之恋》

「SKE48 Up-coming公演〜冬〜」公演
- 《你的c/w》
- 《裙摆飘飘》

Team KII 5th Stage「弹珠汽水的饮用方法」公演
- 《芬兰奇迹》
- 《Nice to meet you!》

Team KII 6th Stage「0start」公演
- 《关于你》

## 出演

### 綜藝節目
- アゲぽよボウル48（2011年9月24日・10月29日・11月26日、愛知電視台）
- SKE48的世界征服女子（2011年11月7日 - 2012年9月26日・不定期出演、中京電視台）
- AKB48的你、是誰?（2013年2月26日・3月27日、NOTTV）
- SKE48のおやすみ名言道場（2013年4月22日、中京電視台）

### 電視
- 《馬路須加學園4》 （2015年1月20日 - 3月31日、日本電視台）- 飾 雜魚老大（ザコボス）
- 《馬路須加學園5》（2015年8月25日 - 、日本電視台、Hulu）- 飾 雜魚老大（ザコボス）
- 《豆腐職業摔角》（2017年1月22日－3月26日（第一章）2017年4月2日－7月2日（第二章）- 飾 松村香織／打樁機松村

### 廣播
- SKE48 観覧車へようこそ!!（2009年4月27日 - CBC廣播）
- SKE48♥1+1は2じゃないよ!（2010年11月10日 - 東海廣播）

### CM
- Groupon Japan 『Groupon』（2011年8月）
- Google 『Google+／GALAXY NEXUS』（2012年3月24日 - ）
- XING 『JOYSOUND』（2012年7月17日 - 10月1日）
- 蒲郡市・常滑市 『ボートピア名古屋「疾走編」』（2013年4月20日 - ）

## 唱片

### 單曲
| 發售日         | 標題            | 累積銷量 | 形式     | 唱片No   | 備考                                                                         |
| 錦通公司       | 錦通公司        | 錦通公司 | 錦通公司 | 錦通公司 | 錦通公司                                                                     |
| -------------- | --------------- | -------- | -------- | -------- | ---------------------------------------------------------------------------- |
| 2013年10月20日 | 松村LOVE！ （マツムラブ!） | 10,700張 | CD+DVD   | NDRC-1   | 製作人：指原莉乃（HKT48） 作詞：野中MASA雄一 作曲：川浦正大 MV監督：北川謙二 |

## 書籍

### 寫真集
- 無修正（2015年9月29日，白夜書房（日语：白夜書房），ISBN 9784864940757）

### 雜誌連載
- 週刊Playboy（2012年4月23日 - 2015年3月23日號，集英社） - 48サバイバル「ぐぐたすは戦場だ！」コーナーで　「SKE48松村香織の今夜も１コメダ"ぐぐたすの輪"」連載。